# Tat'jana Akimova
Tat'jana Andreevna Akimova, nata Semënova (in russo Татьяна Андреевна Семёнова-Акимова?; Čeboksary, 26 ottobre 1990), è una biatleta russa.
Fino alla stagione 2014-2015 si è iscritta alle gare come Tat'jana Semënova; dopo il matrimonio con il biatleta Vjačeslav Akimov ha adottato il cognome del marito.

## Biografia
Tat'jana Akimova, attiva dalla stagione 2010-2011, ha esordito in Coppa del Mondo il 5 dicembre 2015 a Östersund in sprint (83ª) e ai Campionati mondiali a Oslo 2016, dove si è classificata 39ª nell'individuale, 28ª nella sprint, 26ª nell'inseguimento e 11ª nella staffetta; ha ottenuto la prima vittoria in Coppa del Mondo, nonché primo podio, il 16 dicembre 2016 a Nové Město na Moravě in sprint e ai successivi Mondiali di Hochfilzen 2017 ha vinto la medaglia di bronzo nella staffetta mista e si è piazzata 51ª nell'individuale, 16ª nella sprint, 18ª nell'inseguimento, 23ª nella partenza in linea e 10ª staffetta.

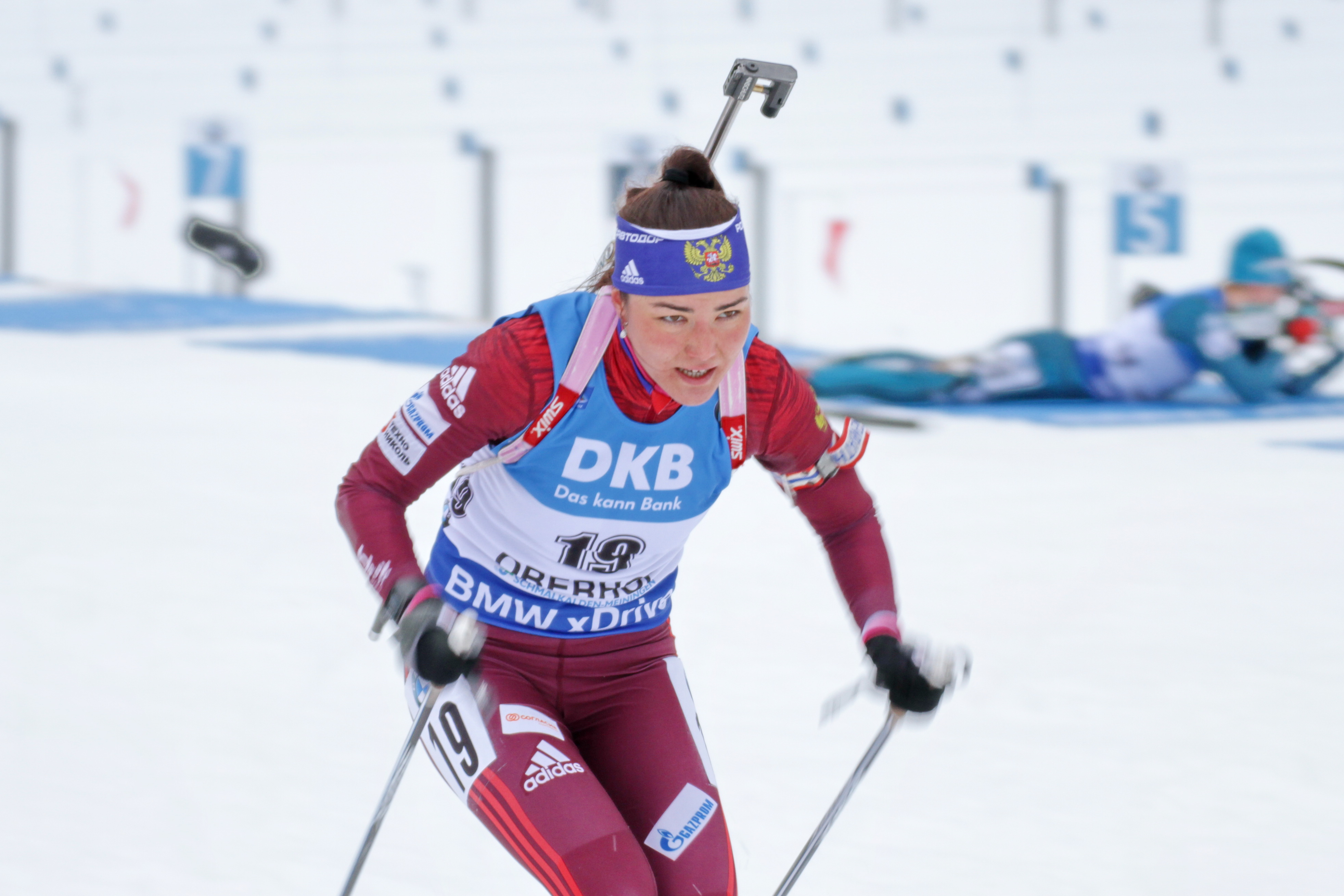
Tat'jana Akimova in gara a Oberhof nel 2018

Ai XXIII Giochi olimpici invernali di Pyeongchang 2018, sua prima presenza olimpica, è stata 15ª nell'individuale, 20ª nella sprint, 31ª nell'inseguimento, 30ª nella partenza in linea e 9ª nella staffetta mista; inattiva da allora per maternità, è tornata alle gare nella stagione 2020-2021, alla vittoria in Coppa del Mondo il 24 gennaio 2021 ad Anterselva in staffetta e ai successivi Mondiali di Pokljuka 2021 si è classificata 29ª nell'individuale e 11ª nella staffetta. Nonostante una seconda maternità nel dicembre del 2022 e l'esclusione dalle competizioni riconosciute dall'International Biathlon Union degli atleti russi in seguito all'invasione russa dell'Ucraina del 2022, nel 2023 ha espresso l'intenzione di tornare a gareggiare.

## Palmarès

### Mondiali
- 1 medaglia:
  - 1 bronzo (staffetta mista[2] a Hochfilzen 2017)

### Universiadi
- 3 medaglie[1]:
  - 1 oro (staffetta mista a Trentino 2013)
  - 2 bronzi (sprint, inseguimento a Trentino 2013)

### Coppa del Mondo
- Miglior piazzamento in classifica generale: 16ª nel 2017
- 3 podi (2 individuali, 1 a squadre), oltre a quello ottenuto in sede iridata e valido anche ai fini della Coppa del Mondo:
  - 2 vittorie (1 individuale, 1 a squadre)
  - 1 terzo posto (individuale)

#### Coppa del Mondo - vittorie
| Data             | Località             | Nazione   | Spec.                                                          |
| ---------------- | -------------------- | --------- | -------------------------------------------------------------- |
| 16 dicembre 2016 | Nové Město na Moravě | Rep. Ceca | SP                                                             |
| 24 gennaio 2021  | Anterselva           | Italia    | RL (con Evgenija Pavlova, Svetlana Mironova e Ul'jana Kajševa) |

Legenda:

SP = sprint

RL = staffetta